# Wulandoni (plaats)
Wulandoni is een bestuurslaag in het regentschap Lembata van de provincie Oost-Nusa Tenggara, Indonesië. Wulandoni telt 593 inwoners (volkstelling 2010).